# Yves Laplace
 (janvier 2023).
Si vous disposez d'ouvrages ou d'articles de référence ou si vous connaissez des sites web de qualité traitant du thème abordé ici, merci de compléter l'article en donnant les références utiles à sa vérifiabilité et en les liant à la section « Notes et références ».
Pour les articles homonymes, voir Laplace.
Yves Laplace, né le 23 mai 1958 à Genève, est un écrivain suisse. Frère du poète Benoît Damon (alias Serge Laplace), il est aussi arbitre de football. 

## Biographie
Yves Laplace a exercé des activités d’enseignant et de critique littéraire.
Il a écrit plusieurs pièces de théâtre et plusieurs romans mettant en scène des personnages et discours « déviants ». Yves Laplace participe aux travaux de la revue Furor. Le metteur en scène Hervé Loichemol a monté ses pièces à Paris et à Genève.
L'auteur a aussi écrit au sujet de la guerre en ex-Yougoslavie, pour dénoncer notamment le rôle qu'ont joué les Éditions l'Âge d'Homme dans le relais de la propagande serbe de Slobodan Milošević. Il a aussi écrit sur l'« imposture » de l'ouvrage Voyage hivernal vers le Danube écrit par Peter Handke, où ce dernier dépeint les Serbes comme victimes de la guerre.
Yves Laplace est un grand amateur de Voltaire, et aime glisser des allusions à ce philosophe dans ses œuvres. Enfin, il a écrit sur Georges Oltramare, leader de l'Union nationale dans les années 1930 à Genève, dans son livre Plaine des héros.
Il vit à Bellevue, dans le canton de Genève.

## Œuvres
- Le Garrot, Éditions Jean-Claude Lattès, 1977
- Rien à signaler, Argo, 1977
- Lahore, Éditions Jean-Claude Lattès, 1978
- Sarcasme ou un Homme exemplaire, Edilig, 1984
- Un Homme exemplaire, Éditions du Seuil, 1984
- Nationalité française, Éditions du Seuil, 1986
- Fils de perdition, Éditions du Seuil, 1989
- Staël, ou, La communauté des esprits, Éditions du Seuil, 1989) ; Éditions théâtrales, 1992
- On, Éditions du Seuil Paris, 1992
- Feu Voltaire, Éditions théâtrales, 1993
- Nos Fantômes, Éditions Zoé, 1994
- La Réfutation, Éditions du Seuil, Paris, 1996.
- L’Âge d’homme en Bosnie : petit guide d’une nausée suisse, Éditions d'en bas, Lausanne, 1997.
- Considérations salutaires sur le désastre de Srebrenia, Seuil, Paris, 1998.
- L'Usage du football, Éditions Zoé, 1999
- Mes chers Enfants, Éditions du Seuil, 1985, Éditions Zoé, 1999
- Les hautes œuvres, Éditions Stock, Paris, 2001
- L'Inséminateur, Éditions Stock, Paris, 2001, Prix Pittard de l’Andelyn, Genève, 2001
- Kennel club, Éditions Comp'Act, 2001
- Les dépossédés. Bosnie, Liban: inventaire d'après-guerres, coécrit avec Valérie Frey, Éditions Stock, Paris, 2001
- Dits et songes du mur, Centre régional du livre de Franche-Comté, 2002
- Un Mur cache la guerre, Éditions Stock, 2003
- L'Homme exemplaire, Éditions Stock, 2004
- L'Original, Éditions Stock, 2004
- Outrages, Éditions Métropolis, 2005
- Butin, Stock, 2006
- On, Éditions du Seuil, 1992, Éditions Métropolis, 2006
- Les Larmes d'Arshavin, Éditions de l'Aire, 2009
- Guerre et lumières Pièces choisies 1984-2010, Bernard Campiche, 2011
- La réfutation, préf. de Benoît Damon ; photogr. inédites de Françoise Damon-Laplace ; post-scriptum et dossier critique Édition Texte revu et corrigé, Éditions de l'Aire, 2011
- Plaine des héros, Fayard, Paris, 2015 -- Prix Alice Rivaz 2015; Prix suisse de littérature 2016;
- L'Exécrable, Fayard, 2020.

En allemand :
- Ein vorbildlicher Mann, aus dem Franz. von Markus Hediger ; mit einem Nachwort von Jürg Altwegg, Lenos Verlag, Bâle 1994
- Eine Mauer versteckt den Krieg, neun Auszüge aus dem ersten Teil des Romans in der deutschen Übers. von Marcel Schwander, C. Linsmayer, 2003